# Araguaiana
Araguaiana est une ville brésilienne de l'État du Mato Grosso. Sa population était estimée à 2 904 habitants en 2007. La municipalité s'étend sur 6 415 km2.

## Maires
| Période | Période | Identité                         | Étiquette | Qualité |
| ------- | ------- | -------------------------------- | --------- | ------- |
| 2009    | 2012    | Pedro Paschoal Rodrigues Alvarez | PMDB      |         |